# Doudou N'Diaye Rose
Doudou Ndiaye Rose, geboren als Mamadou Ndiaye,  (Dakar, 28 juli 1930 – aldaar, 19 augustus 2015) was een Senegalese drumcomponist, muziekpedagoog en bandleider. Hij speelde diverse percussie-instrumenten en was een erkende moderne meester op de Senegalese traditionele drums, de sabar.

## Biografie
Rose groeide op in een familie van griots. Nadat Senegal in 1960 onafhankelijk werd, ging hij de wereld rondreizen als bandleider en orkestleider van het Senegalese Nationale Ballet en het Doudou Ndiaye Rose Orchestra. 
Rose is de vader van een muzikale generatie, bij wie enkele van de meest succesrijke traditionele muzikanten van westelijk Afrika. Hij trad op met tientallen drummers. Veel daarvan waren zijn kinderen en kleinkinderen. Hij droeg zijn vaardigheden over aan vele andere muzikanten en richtte een percussieschool op in Dakar. Deze school brak met de traditie door ook vrouwelijke studenten toe te laten.
Rose heeft op het podium gestaan met onder andere Miles Davis, Dizzy Gillespie, de Rolling Stones, Peter Gabriel en Julien Clerc. Hij speelde op plaatopnamen van Peter Gabriel, Jane Birkin, Alan Stivell, Nine Inch Nails en de Senegalese hiphopgroep Positive Black Soul. Hij gaf optredens in Europa, de Verenigde Staten en Japan. In Nederland gaf hij optredens op het North Sea Jazz Festival. Zijn belangrijkste plaatopname was Djabote (1992), dat internationaal werd uitgebracht door Real World Records.